# Barbucca
Barbucca è un genere di pesci ossei d'acqua dolce, unico appartenente alla famiglia Barbuccidae.

## Descrizione
Sono molto affini ai Cobitidae da cui si distinguono solo per piccoli particolari anatomici soprattutto della bocca. Hanno 3 paia di barbigli, due sulla mascella e uno sulla mandibola. I barbigli hanno delle papille disposte ad anelli. La bocca è molto carnosa ed ha proiezioni cutanee simili ad ulteriori barbigli.
Sono pesci minuscoli le cui dimensioni massime non superano i 3 cm.

## Distribuzione e habitat
Il genere è endemico del Sud-est asiatico (Vietnam, Malaysia e Indonesia). Popolano ruscelli nella foresta pluviale.

## Biologia
Ignota.